# Közönséges lábatlangyík

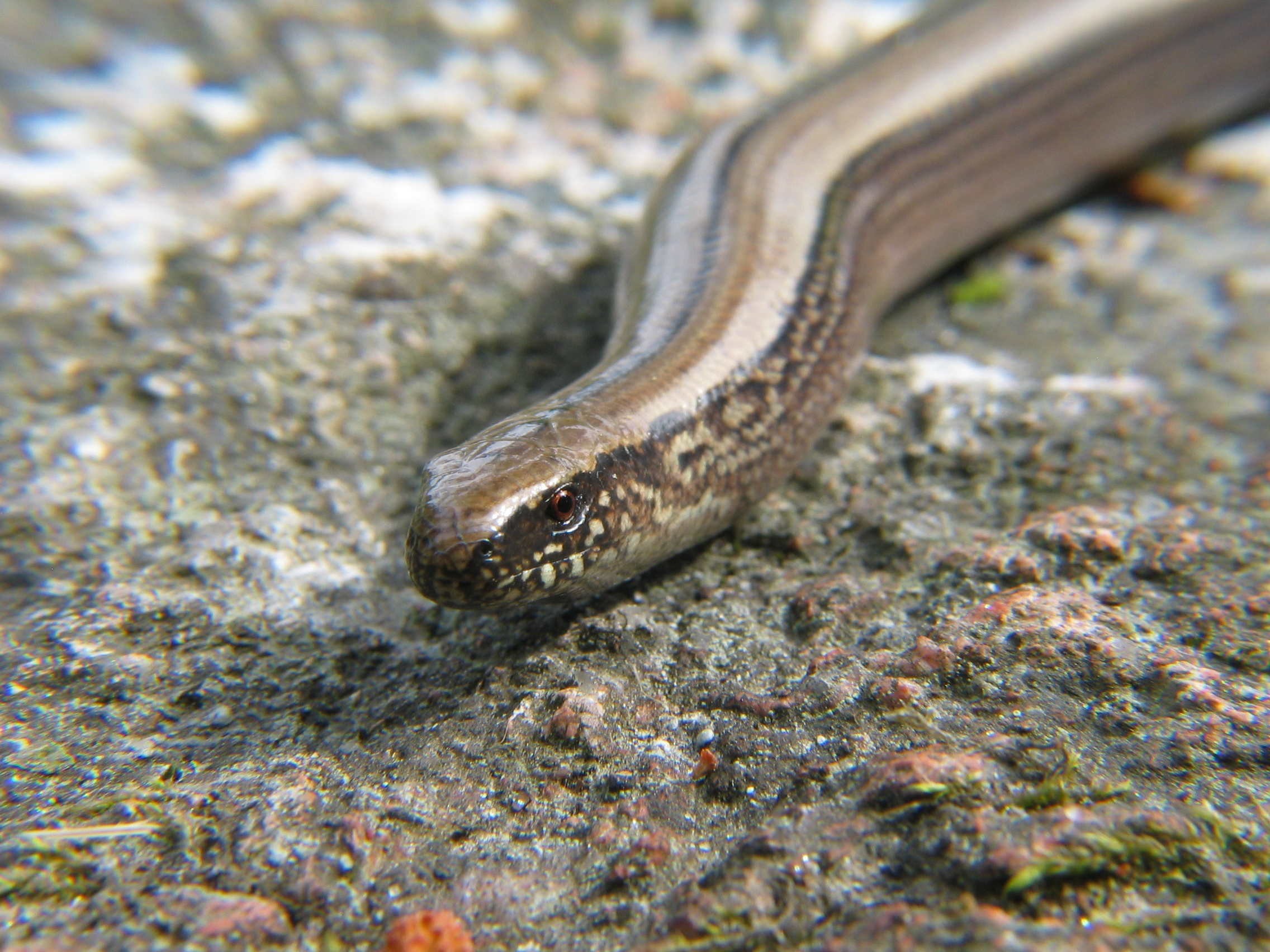
A lábatlan gyík feje nem kígyószerű, és pislogni is képes

A közönséges lábatlangyík vagy törékeny gyík, kuszma (Anguis fragilis) a hüllők (Reptilia) osztályába, a pikkelyes hüllők (Squamata) rendjébe, a lábatlangyík-alakúak (Anguimorpha) alrendjébe és a lábatlangyíkfélék (Anguidae) családjába tartozó faj. Korábban ebbe a fajba sorolták az európai lábatlan gyíkok valamennyi populációját, az újabb keletű genetikai vizsgálatok alapján azonban legalább négy különálló fajról van szó.

## Elterjedése, élőhelye
Elsősorban Nyugat- és Délnyugat-Európában fordul elő. Az Ír-sziget kivételével benépesíti a Brit-szigeteket, valamint Skandinávia déli részét. Keleti és délkeleti irányban elterjedt Csehországban, Lengyelország nyugati felén, Nyugat-Szlovákiában, Magyarországon a Dunántúlon, illetve a Balkán északnyugati részein. Elszigetelt állománya ismert az északkelet-görögországi Trákiában, illetve Délnyugat-Bulgáriában.
Elsősorban a dús aljnövényzetű erdők lakója, így főleg domb- és hegyvidékeken találkozhatunk vele. Könnyen és jól alkalmazkodik a környezethez: nemcsak a különféle erdőkben, bozótosokban és erdei kaszálóréteken lelhetjük fel, de a sziklagyepek közelében, sőt, gyakran kertekben vagy parkokban is. Kedveli a dús aljnövényzetet, a rejtőzésre alkalmas üregeket, földön heverő tárgyakat.

## Rendszerezés
A korábban egy fajnak tekintett „lábatlan gyík” (Anguis fragilis) mai ismereteink szerint 4 különböző fajt foglal magába: a közönséges lábatlangyíkot (A. fragilis), a kékpettyes lábatlangyíkot (A. colchica), a görög lábatlangyíkot (A. gracea), valamint a már sokkal korábban leválasztott peloponnészoszi lábatlangyíkot (A. cephallonica). Kutatók felvetették, hogy az Appennini-félsziget lábatlangyíkjait is faji rangra kellene emelni. A rendszertani változás az új magyar elnevezésben is tükröződik, a lábatlangyík mint génusznév egybeírandó. A legutolsó átfogó törzsfejlődéstani vizsgálatok szerint a Kárpát-medencében és így Magyarországon a közönséges és a kékpettyes lábatlangyík is előfordul. Elterjedésüket hazánkban elsősorban a Duna vonala választja el, de egyes élőhelyeken mindkét faj előfordulhat.
A közönséges lábatlangyík genetikailag egyöntetű faj, nem különböztetünk meg alfajokat.

## Megjelenése
Bár lábai hiányoznak, ez a gyík könnyen megkülönböztethető a kígyóktól: farka tompa, lekerekített, feje gyíkszerűen magas és kicsi, teste zömökebb, szemhéjai pedig csukhatóak. Amikor nyelvét öltögeti, a szájnyílása enyhén nyitott, míg a kígyóké mindig teljesen zárt. Negyven–negyvenöt (nagyon ritkán ötven) centiméteresre nő meg. Hátának csillogó, sima pikkelyei a barna különféle árnyalataiban pompáznak, oldala hasonló színű, de világosabb. Hasa feketébe hajló, palaszürkés. A háton sokszor sötétebb gerincvonal fedezhető fel, és a két szemzugból is gyakran hasonló csík indul a hát és az oldal találkozásánál. Egyes kifejlett példányok, elsősorban a hímek hátát égszínkék pettyek díszítik, ám ezek soha nem annyira hangsúlyosak, mint a kékpettyes lábatlangyík (A. colchica) esetében.

## Életmódja
Alapvetően rejtőzködő természetű állat. Főleg este és esős időben aktív; leginkább meleg, esős, párás nyári alkonyatokon találkozhatunk vele, de ilyenkor is az aljnövényzet rejtekén tevékenykedik. Más gyíkoktól eltérően nem kövek felületére fekszik ki sütkérezni, hanem a könnyen felmelegedő tereptárgyak alatt veszi fel a szükséges hőt. Nem tart territóriumot. Szeme nem túl fejlett; színvak. Szaglása nagyon jó. Lassan mozog, ezért áldozatai is könnyen elfogható állatok: fő tápláléka a földigiliszta és a meztelen csiga. Védekezésként képes a farkát ledobni, és később újat növeszteni helyette.
Október közepén beássa magát a talajba, nem ritkán fajtársaival vagy más fajokkal közösen. A telelésből április közepén bújik elő.
Nem sokkal tavaszi feléledése után, április-május fordulóján párzik; ilyenkor a hímek heves párviadalokat vívnak. A tojások az anyaállat testében fejlődnek ki, ezért a lábatlan gyík álelevenszülő. A mintegy 10 centiméter hosszú gyíkocskák augusztus-szeptemberben bújnak ki a vékony burokból; az első évben sokuk elpusztul. Az ivarérettséget hároméves korukra érik el.
Egyes kutatók szerint fogságban néhány egyed harmincéves koráig is elélt, mások tizenöt évről beszélnek.

## Védettsége
Rejtőzködő faj lévén nem veszélyeztetett, bár az emberek gyakran kígyónak nézik, és elpusztítják. Számos természetes ellensége van; többek között az egerészölyv, a sün és a vaddisznó. A Természetvédelmi Világszövetség értékelése szerint nem fenyegetett, mindazonáltal ugyanúgy, mint minden hazai kétéltű és hüllő, Magyarországon a lábatlan gyík is védett: természetvédelmi értéke 25 000 Ft.